# ألفرد س. فين
ألفرد س. فين (بالإنجليزية: Alfred C. Finn)‏ هو مهندس معماري أمريكي، ولد في 1883 في بيلفيل في الولايات المتحدة، وتوفي في 1964 في هيوستن في الولايات المتحدة.